# Drillia dovyalis
Drillia dovyalis is een slakkensoort uit de familie van de Drilliidae. De wetenschappelijke naam van de soort is voor het eerst geldig gepubliceerd in 1969 door Barnard.